# كم (درع)
الكُمّ هو نوع من واقي الذراع الحديدي أو البرونزي، ذو شرائح أو ألواح معدنية منحنية ومتداخلة، مثبتة بشرائط جلدية، يرتديه المجالدون الروميّون المُسَمّون (crupellarii)، ويرتديه الجنود اختيارياً.

## طالع المزيد
- درع مريش